# August Oetker (Unternehmer, 1944)
August Oetker Junior (* 17. März 1944 in Bielefeld) ist ein deutscher Unternehmer.

## Leben
August Oetker Jun. ist ein Urenkel von August Oetker Senior, dem Gründer der Dr. August Oetker KG, und Sohn von Rudolf-August Oetker. Er machte eine kaufmännische Ausbildung in einer Reederei. Seit 1972 ist er für die Oetker-Gruppe tätig und war vom 1. Januar 1981 bis 2009 persönlich haftender Gesellschafter und Geschäftsführer des Unternehmens. In seiner Amtszeit führte er die einzelnen selbständigen Unternehmen zum internationalen Unternehmen Dr. August Oetker KG zusammen und baute es zum europäischen Marktführer in den Bereichen Backartikel, Backmischungen, Dessertprodukte und Tiefkühlpizzen aus.
Als Nachfolger von August Oetker Jun. war vom 1. Januar 2010 bis 2016 sein Bruder Richard persönlich haftender Gesellschafter und Geschäftsführer der Dr. August Oetker KG. August Oetker war von 2010 bis 2019 Vorsitzender des Beirats. Im März 2019 schied er aus diesem Gremium aus, weil er mit 75 Jahren die Altersgrenze für Beiratsmitglieder erreicht hatte.
Am 11. Oktober 2000 wurde Oetker die Ehrendoktorwürde von der Fakultät für Wirtschaftswissenschaft der Universität Witten-Herdecke verliehen. Er ist Vorsitzender des Direktoriums (vergleichbar mit dem Aufsichtsrat eines privatwirtschaftlichen Unternehmens) der Universität Witten/Herdecke sowie Kuratoriumsmitglied der Stiftung Liberales Netzwerk. Oetker ist außerdem Mitglied im Rat für Digitale Ökologie, einem transdisziplinären und überparteilichen Gremium, das sich für eine nachhaltige und demokratische Gestaltung der Digitalisierung einsetzt.
Am 19. Oktober 2019 wurde Oetker für sein Engagement im Verein „Freundeskreis Luther“ und für seine Verdienste um die Erhaltung des kulturellen und historischen Erbes des Landes Sachsen-Anhalts der Verdienstorden des Landes Sachsen-Anhalt überreicht.
Im März 2019 wurde bekannt, dass sich August Oetker nach seinem 75. Geburtstag aus dem Oetker Unternehmen zurückzieht.
Oetker hat sechs Kinder und ist in dritter Ehe seit 2008 mit der 34 Jahre jüngeren Nina Maria Oetker verheiratet, die in Bielefeld ein Atelier betreibt.

## Publikationen
- Backen macht Freude (Dr. Oetker Backbuch). Bearb. von der Versuchsküche der Firma Dr. August Oetker Bielefeld. Ceres-Verlag, Bielefeld, 35. Auflage, 1975.

## Dokumentation
- Deutsche Dynastien – Die Oetkers. Dokumentarfilm, Deutschland, 2010, 44 Min., ein Film von Manfred Oldenburg, Produktion: WDR, Reihe: Deutsche Dynastien, Erstausstrahlung: ARD, 15. November 2010, bei YouTube das Online-Video und hier die Inhaltsangabe (Memento vom 20. Januar 2011 im Internet Archive) der ARD.